# Mathematik
Mathematik è un singolo del supergruppo tedesco/svedese Lindemann, pubblicato il 19 dicembre 2018.

## Descrizione
Contrariamente a quanto operato in precedenza dal duo, Mathematik è un brano caratterizzato da sonorità trap e cantato interamente in lingua tedesca. Inoltre, figura la partecipazione del rapper tedesco Haftbefehl, che ha scritto il testo insieme al cantante Till Lindemann.
Il singolo è stato pubblicato su CD e 7" con quattro remix differenti del brano. La versione originaria, cantata dal solo Lindemann, è stata in seguito inclusa nell'edizione speciale del secondo album in studio F & M.

## Video musicale
Il videoclip, girato il 19 novembre 2018 presso il night club Astra Kulturhaus dal regista Zoran Bihać, inizia con Till Lindemann dialogare con un suo doppione travestito da scolaretta giapponese di nome Algebra per poi portarla in un locale mentre canta il brano insieme a Haftbefehl.

## Tracce
Testi di Till Lindemann e Aykut Anhan, musiche di Sebastian Tägtgren e Ben Bazzazian, eccetto dove indicato
CD singolo, download digitale
1. Mathematik (feat. Haftbefehl) (A19 Mix) – 3:35
2. Mathematik (Sture Mix) – 3:35 (testo: Till Lindemann – musica: Sebastian Tägtgren)
3. Mathematik (feat. Haftbefehl) (Rmx A4) – 3:36
4. Mathematik (feat. Haftbefehl) (Benson Mix) – 3:35

7"
- Lato A

1. Mathematik (feat. Haftbefehl) (A19 Mix) – 3:35

- Lato B

1. Mathematik (Sture Mix) – 3:35 (testo: Till Lindemann – musica: Sebastian Tägtgren)

## Formazione
Gruppo
- Till Lindemann – voce
- Peter Tägtgren – strumentazione

Produzione
- Peter Tägtgren – produzione
- Olsen Involtini – missaggio
- Lex Barkey – mastering